# Linnaemya ventralis
Linnaemya ventralis là một loài ruồi trong họ Tachinidae.